# Renzo Tesuri
Renzo Iván Tesuri (Gualeguaychú, 7 giugno 1998) è un calciatore argentino, attaccante dell'Atl. Tucumán.

## Caratteristiche tecniche
È un'ala destra.

## Carriera
Cresciuto nel settore giovanile della Juventud Unida, debutta in prima squadra il 24 novembre 2013 in occasione dell'incontron del Torneo Federal A perso 2-0 contro il Central Norte (S). Nel 2016 passa definitivamente in prima squadra ritagliandosi un ruolo da protagonista con 5 reti in 37 incontri di Primera B Nacional.
Negli anni seguenti gioca in seconda divisione con le maglie di Gimnasia (J) e Ferro Carril Oeste prima di passare al Godoy Cruz in massima divisione.
Nel 2021 viene acquistato a titolo definitivo dall'Atl. Tucumán.

## Statistiche
Statistiche aggiornate al 29 agosto 2021.

### Presenze e reti nei club
| Stagione        | Squadra            | Campionato      | Campionato | Campionato | Coppe nazionali | Coppe nazionali | Coppe nazionali | Coppe continentali | Coppe continentali | Coppe continentali | Altre coppe | Altre coppe | Altre coppe | Totale | Totale | Totale |
| Stagione        | Squadra            | Comp            | Pres       | Reti       | Comp            | Pres            | Reti            | Comp               | Pres               | Reti               | Comp        | Pres        | Reti        | Pres   | Reti   |        |
| --------------- | ------------------ | --------------- | ---------- | ---------- | --------------- | --------------- | --------------- | ------------------ | ------------------ | ------------------ | ----------- | ----------- | ----------- | ------ | ------ | ------ |
| 2013-2014       | Juventud Unida     | TA              | 1          | 0          | CA              | 0               | 0               |                    | -                  | -                  |             | -           | -           | 1      | 0      |        |
| 2014-2015       | Juventud Unida     | TA              | 0          | 0          | CA              | 1               | 0               |                    | -                  | -                  |             | -           | -           | 1      | 0      |        |
| 2016            | Juventud Unida     | PN              | 1          | 0          | CA              | 3               | 0               |                    | -                  | -                  |             | -           | -           | 4      | 0      |        |
| 2016-2017       | Juventud Unida     | PN              | 37         | 5          | CA              | 0               | 0               |                    | -                  | -                  |             | -           | -           | 37     | 5      |        |
| 2017-2018       | Gimnasia (J)       | PN              | 24         | 0          | CA              | 0               | 0               |                    | -                  | -                  |             | -           | -           | 24     | 0      |        |
| 2018-2019       | Ferro Carril Oeste | PN              | 23         | 3          | CA              | 0               | 0               |                    | -                  | -                  |             | -           | -           | 23     | 3      |        |
| 2019-2020       | Ferro Carril Oeste | PN              | 21         | 5          | CA              | 0               | 0               |                    | -                  | -                  |             | -           | -           | 21     | 5      |        |
| 2020            | Godoy Cruz         |                 | -          | -          | CdL             | 9               | 0               |                    | -                  | -                  |             | -           | -           | 9      | 0      |        |
| 2021            | Godoy Cruz         | PD              | 0          | 0          | CA+CdL          | 1+9             | 1+3             |                    | -                  | -                  |             | -           | -           | 10     | 4      |        |
| 2021            | Atl. Tucumán       | PD              | 5          | 1          |                 | -               | -               |                    | -                  | -                  |             | -           | -           | 5      | 1      |        |
| Totale carriera | Totale carriera    | Totale carriera | 112        | 14         |                 | 23              | 4               |                    | -                  | -                  |             | -           | -           | 135    | 18     |        |